# Ararat, Victoria
Ararat är en ort i Australien. Den ligger i kommunen Ararat och delstaten Victoria, omkring 190 kilometer väster om delstatshuvudstaden Melbourne. Antalet invånare är 8 076.
Runt Ararat är det mycket glesbefolkat, med 3 invånare per kvadratkilometer.. Det finns inga andra samhällen i närheten. 
Trakten runt Ararat består till största delen av jordbruksmark. Genomsnittlig årsnederbörd är 777 millimeter. Den regnigaste månaden är juli, med i genomsnitt 125 mm nederbörd, och den torraste är januari, med 25 mm nederbörd.